# Carlo Hörr
Carlo Hörr (* 11. Juli 1998 in Stuttgart) ist ein deutscher Turner. Im Jahr 2021 wurde er Deutscher Meister am Reck. Vom Deutschen Turner-Bund wurde Hörr für die 50. Turn-Weltmeisterschaften 2021 in Kitakyūshū, Japan, nominiert.

## Karriere
Carlo Hörr begann bei der Kindersportschule des TSV Schmiden mit dem Gerätturnen, für den er auch heute noch antritt. Er wechselte ans Kunst-Turn-Forum Stuttgart zu Trainer Waleri Belenki, wechselte jedoch nicht auf eine Sportschule. Er konnte bei Deutschen Jugendmeisterschaften zahlreiche Medaillen gewinnen, darunter eine Bronzemedaille im Mehrkampf 2015 und eine Silbermedaille im Mehrkampf 2016, haderte jedoch immer wieder mit seinen Leistungen. Hörr trat sowohl beim Europäischen Olympischen Sommer-Jugendfestival 2015 in Tiflis, als auch bei der Junioren-Europameisterschaft 2016 in Bern an, die parallel zu den Turn-Europameisterschaften 2016 in Bern stattfand. Er erreichte bei der EM in der Schweiz mit dem Team den fünften Platz und als einziger Deutscher das Mehrkampffinale, stürzte dort jedoch mehrfach. Im selben Jahr startete er außer Konkurrenz als Junior auch bei den Deutschen Meisterschaften der Senioren. Daneben schloss er sein Abitur mit 1,4 ab.
Im darauffolgenden Jahr 2017 wechselte er zu den Senioren, konnte in den folgenden Jahren jedoch keine Medaillen mehr bei den Deutschen Meisterschaften gewinnen. Er trat bei mehreren internationalen Wettkämpfen an, darunter dem World Cup 2018 in Doha, dem DTB-Pokal 2018 und dem Turnier der Meister 2019 in Cottbus. Beim Toyota-Cup 2018 im japanischen Toyota konnte Hörr eine Bronzemedaille am Boden erturnen. Nach kurzer Trainingspause aufgrund der COVID-19-Pandemie im Jahr 2020 bereitete er sich auf die nächsten Wettkämpfe vor, die jedoch größtenteils abgesagt wurden. Im Jahr 2021 konnte er schließlich Deutscher Meister am Reck mit 14,100 Punkten bei den im Rahmen von Die Finals 2021 – Berlin/Rhein-Ruhr ausgetragenen Deutschen Meisterschaften werden. In der anschließenden Qualifikation für die Olympischen Sommerspiele 2020 in Tokio konnte er jedoch nicht einen Kaderplatz erreichen.
Im Oktober 2021 nahm er dann an der Qualifikation für die 50. Turn-Weltmeisterschaften 2021 in Kitakyūshū, Japan, am Olympischen und Paralympischen Trainingszentrum für Deutschland in Kienbaum teil und erreichte dort den ersten Platz. Daher wurde er vom Deutschen Turner-Bund für die Männermannschaft zu seiner ersten Weltmeisterschaftsteilnahme neben dem mehrfachen Weltmeisterschafts- und Olympiateilnehmer Andreas Bretschneider nominiert. Hörr wird dort als einziger deutscher Turner an allen sechs Geräten antreten und hat damit die Möglichkeit, sich für das Mehrkampffinale zu qualifizieren. Der Deutsche Turner-Bund tritt gemäß Nationaltrainer Waleri Belenki mit einer Mischung aus erfahreneren und jüngeren Turnern an, um letzteren die Möglichkeit zur Vorbereitung auf die Olympischen Sommerspiele 2024 in Paris zu ermöglichen. Ein Teil der Teilnehmer der Olympischen Sommerspiele 2021 hatte eine Teilnahme an den Turn-Weltmeisterschaften 2021 zuvor abgesagt. Hörr turnte an allen sechs Geräten, konnte sich jedoch weder für das Mehrkampf- noch für ein Gerätefinale qualifizieren.
Hörr trat in der Deutschen Turnliga zunächst für den TSV Schmiden an. In den fünf Jahren beim KunstTurnTeam Heilbronn gelang ihm der Aufstieg in die 1. Bundesliga. Aktuell turnt er für den TV Wetzgau. Mit dem Verein konnte er 2019 den dritten sowie 2020 den zweiten Platz in der Teamwertung der Mannschaftsmeisterschaft erreichen. Zu seinen weiteren Trainern gehören Sascha Otten (im Alter von 10 Jahren), Rainer Schrempf (11 bis 14), Thomas Andergassen (restliche Juniorenzeit) und Jörg Schwaiger. Hörr ist als Sportsoldat in der Sportfördergruppe der Bundeswehr und studiert außerdem Bauingenieurwesen an der Hochschule für Technik Stuttgart.

## Galerie

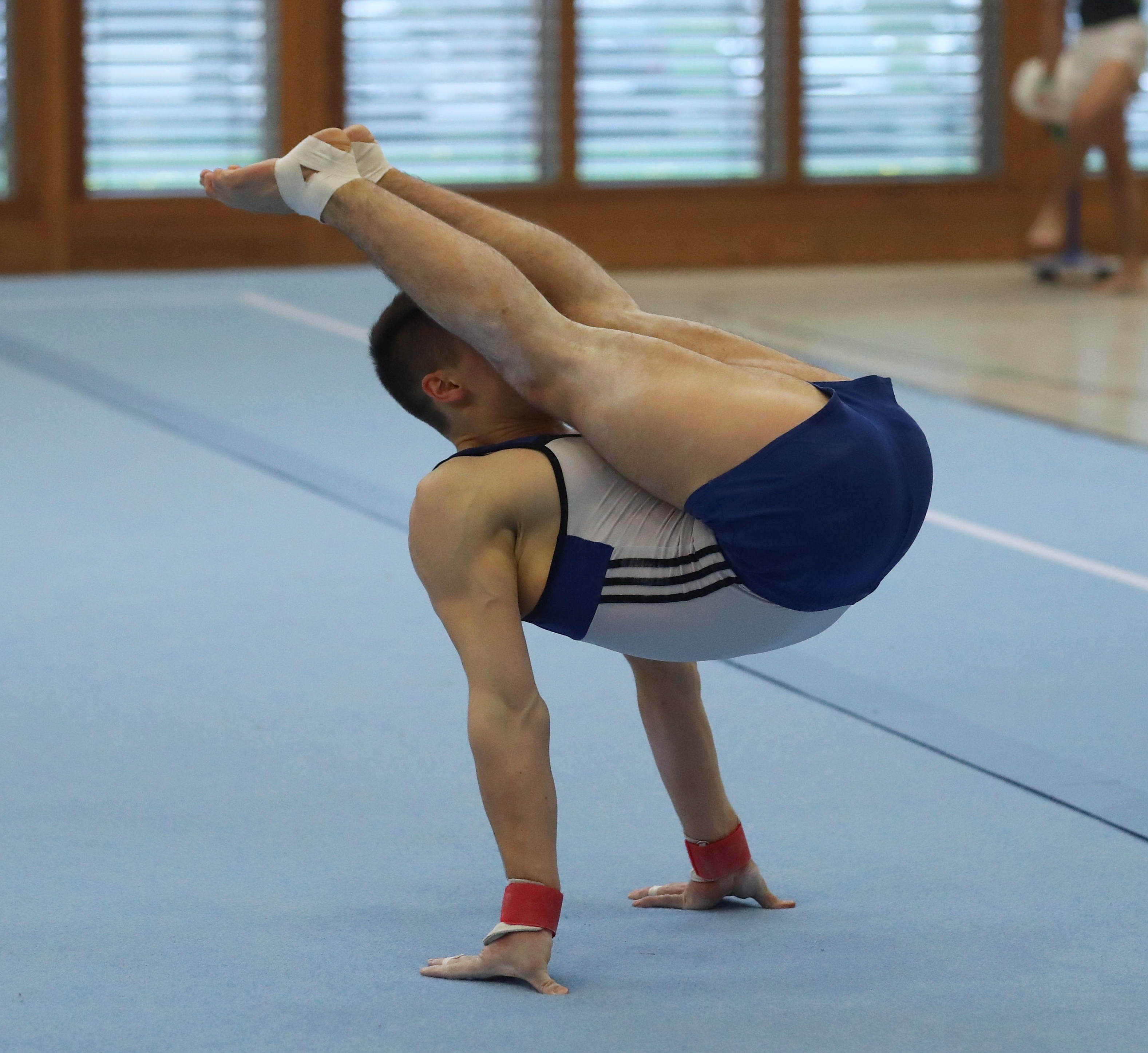
Hörr am Boden,
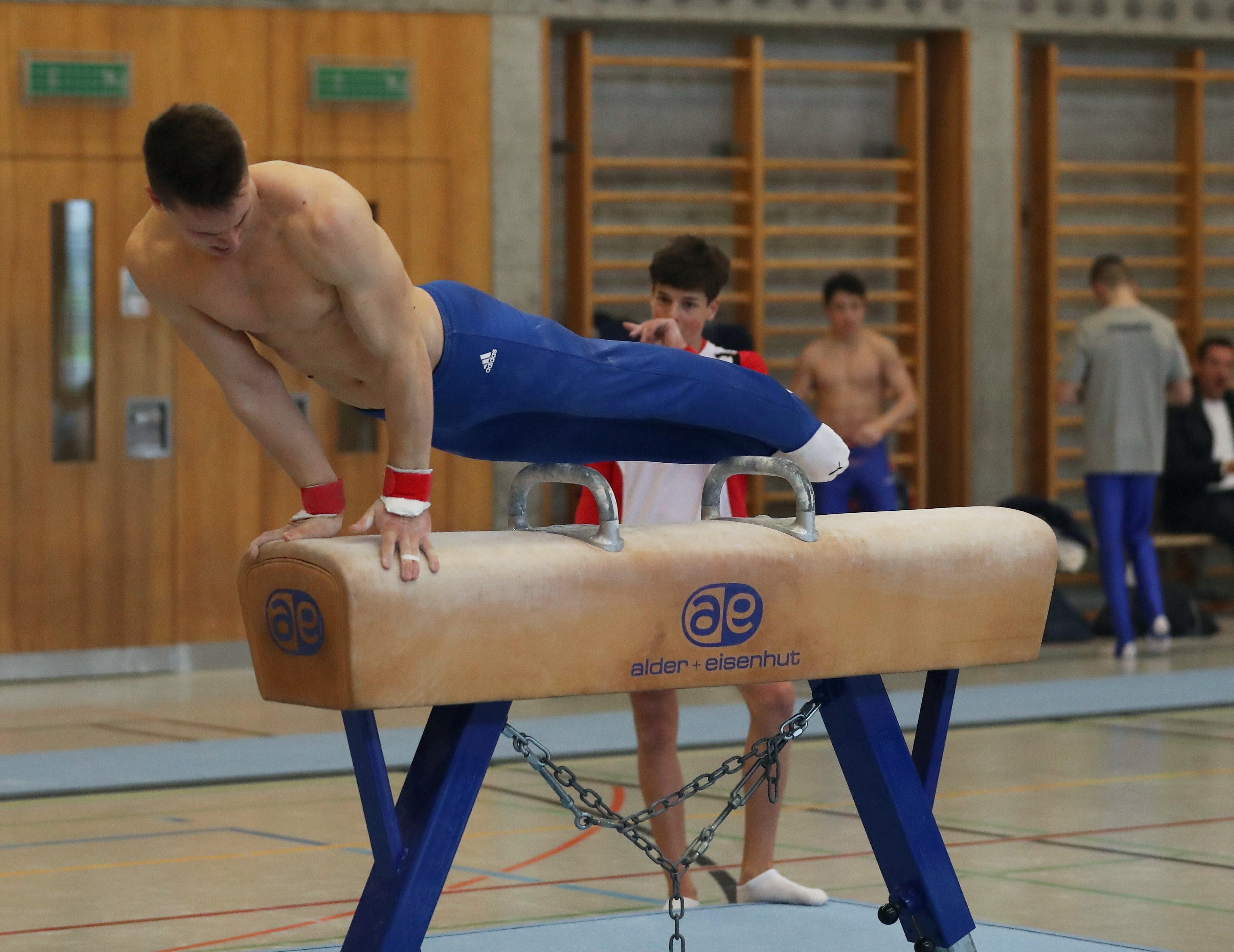
Pferd,
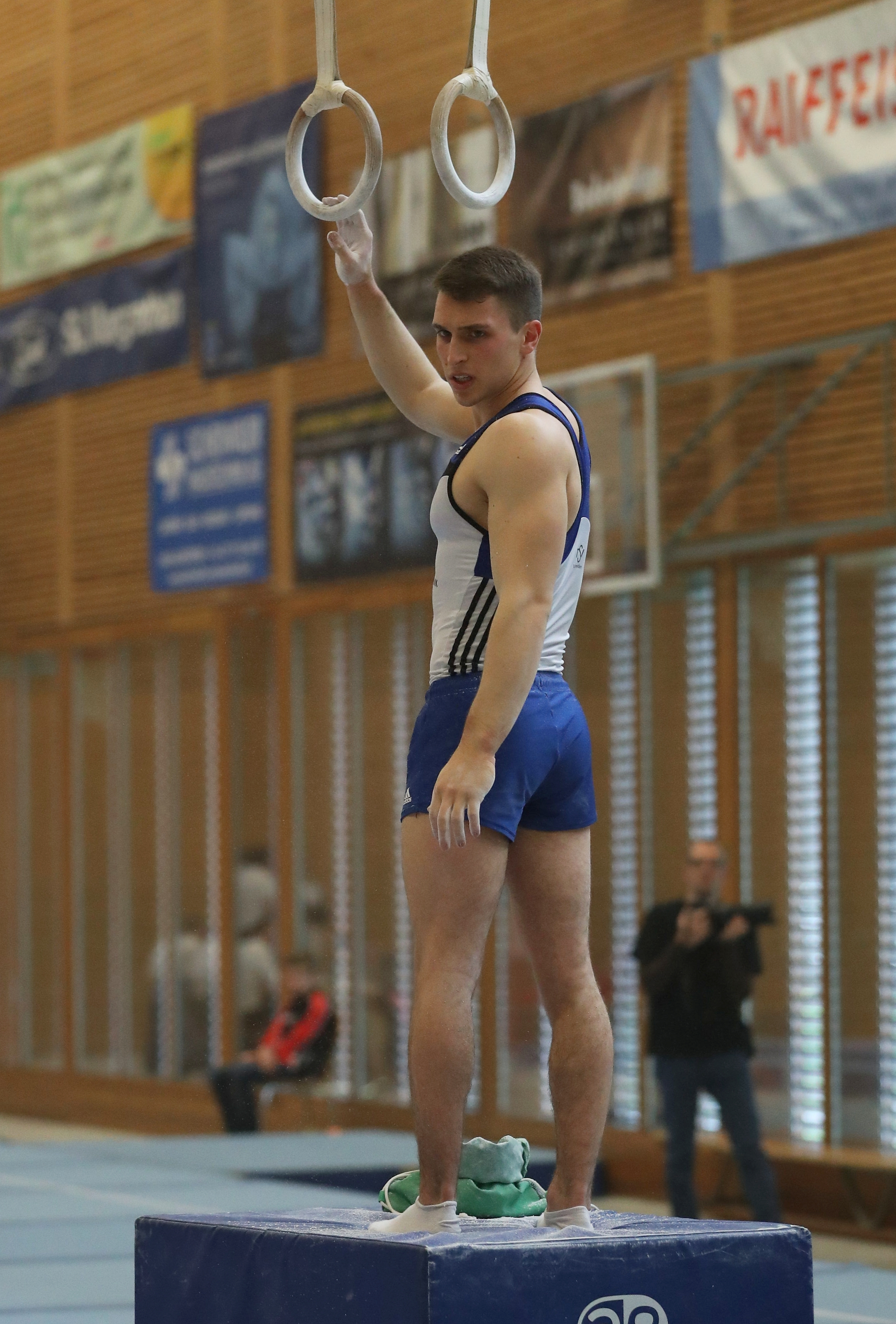
an den Ringen,
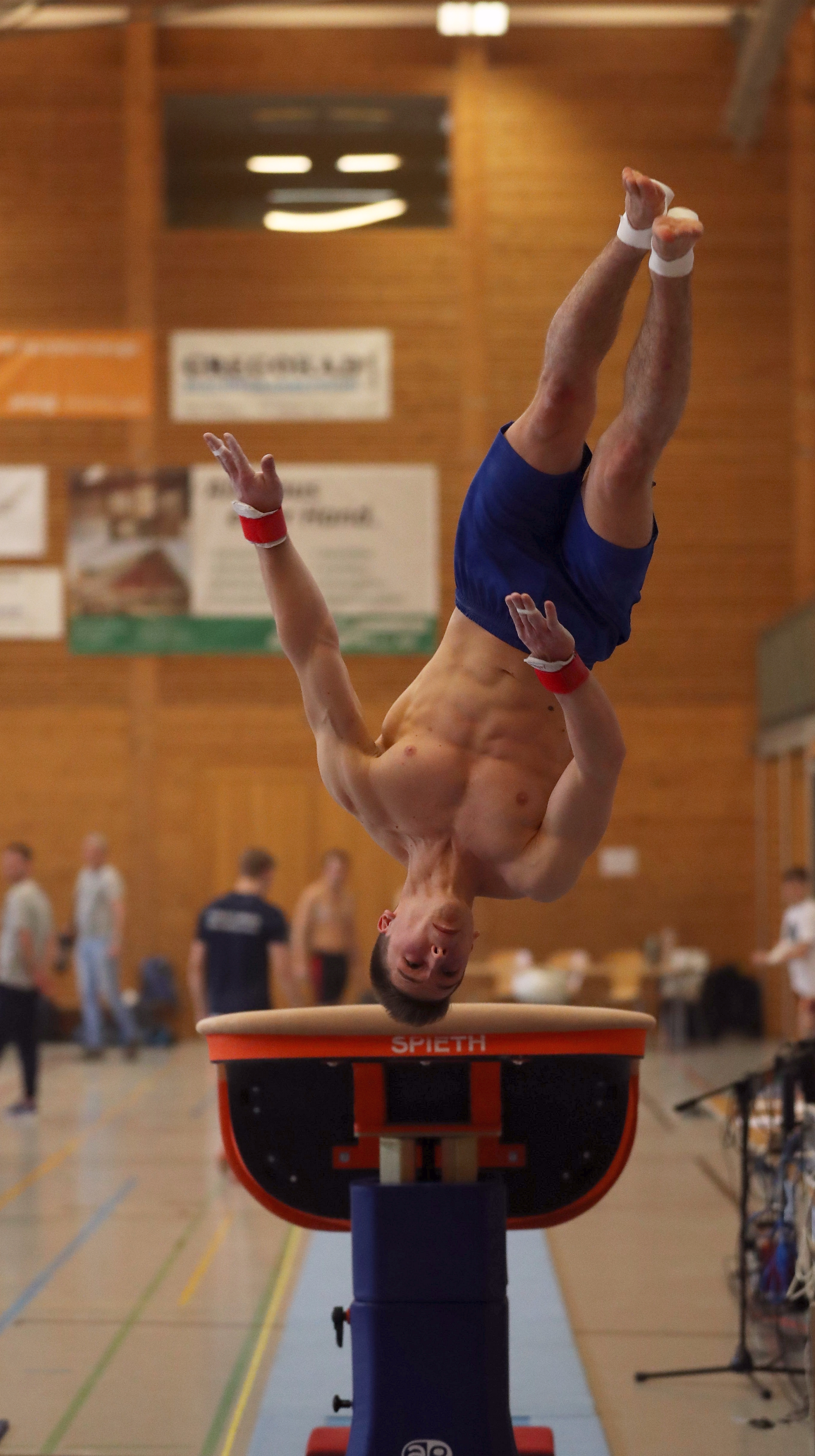
am Sprung,
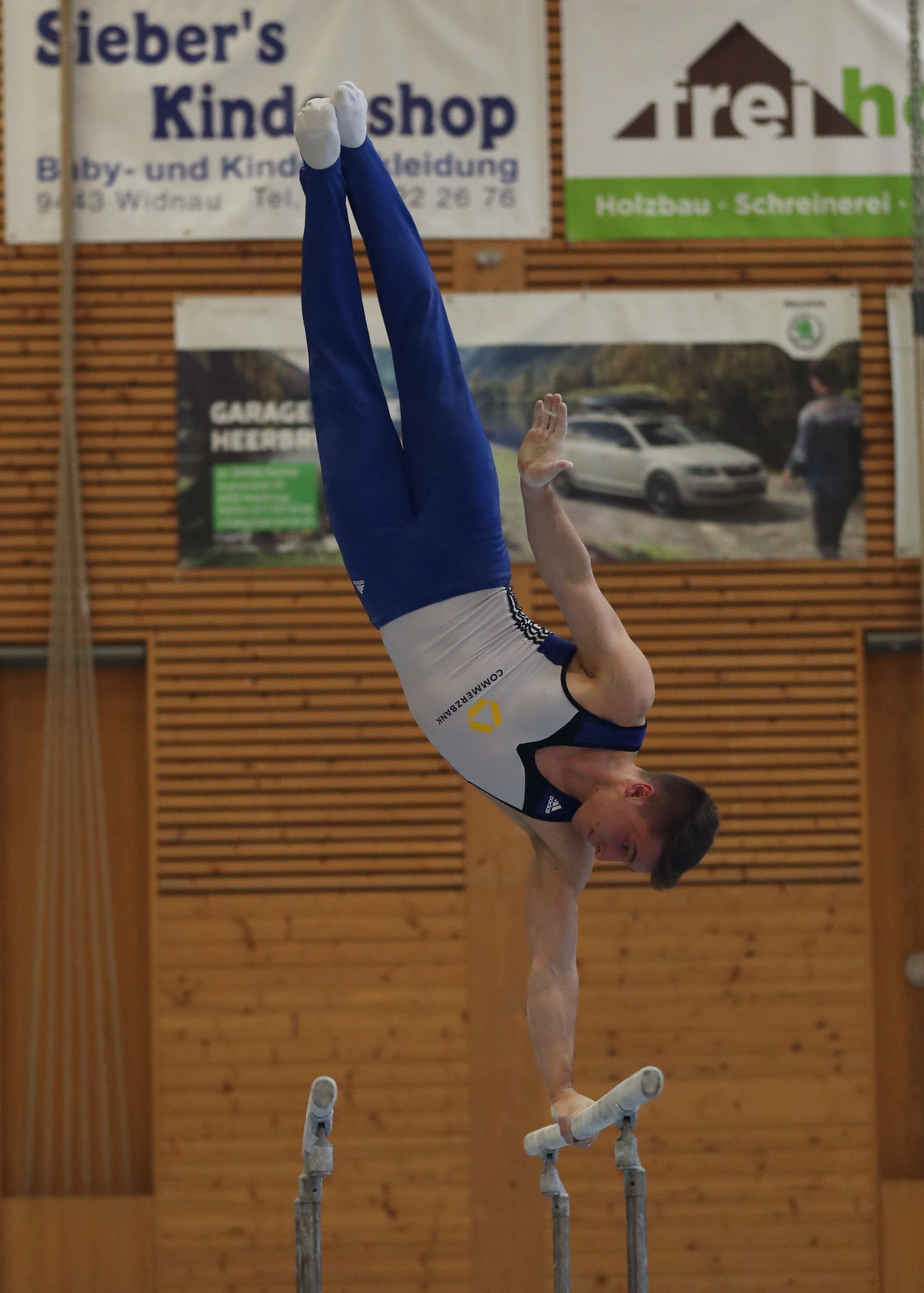
Barren und
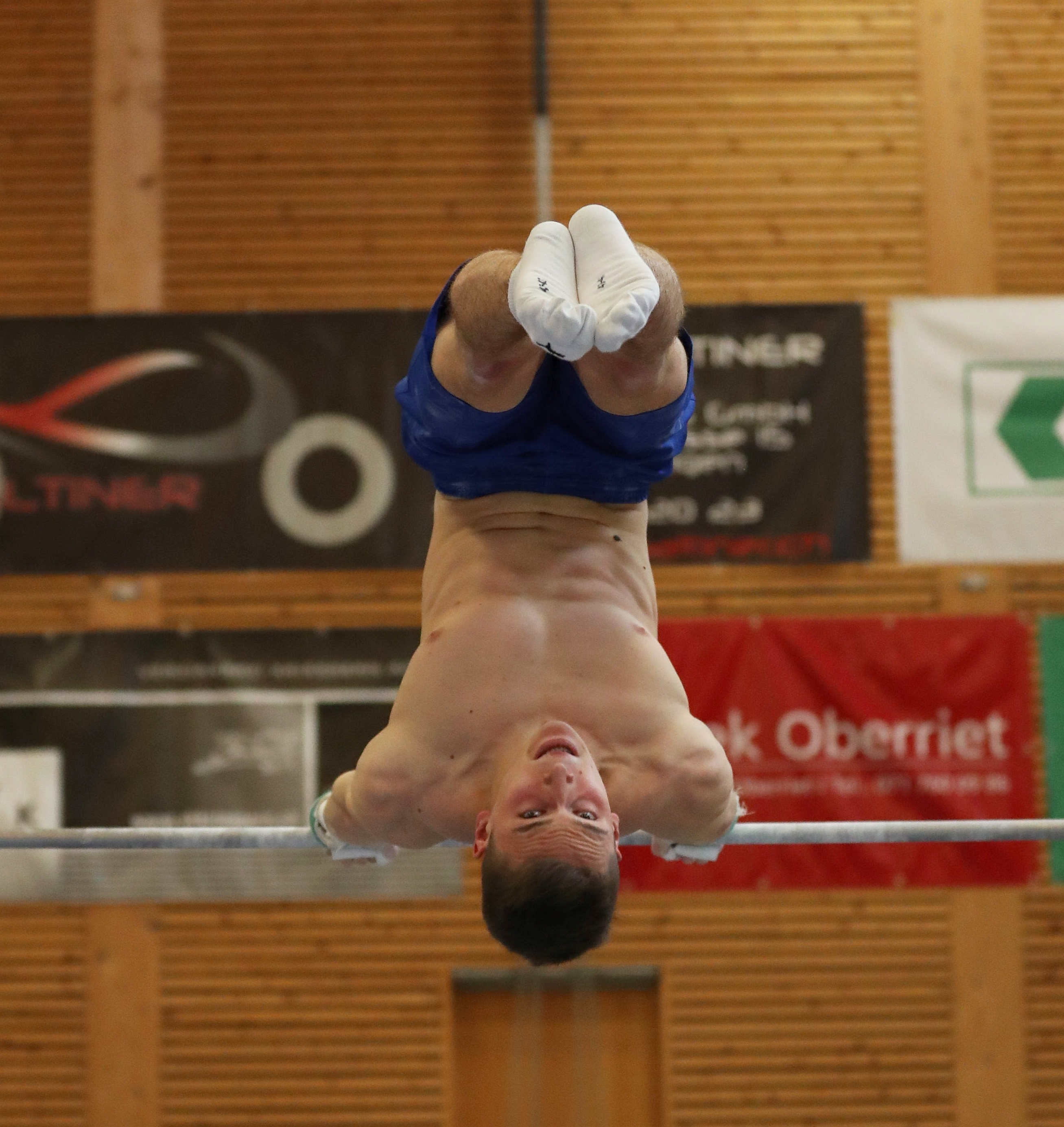
Reck.